# André Trantoul
André Trantoul est un coureur cycliste français. Il a participé à la poursuite par équipe, aux Jeux olympiques d'été de 1928.

## Palmarès
- 1927
  - 3e du championnat de France des sociétés
- 1928
  - Paris-Reims
- 1929
  - Paris-Dieppe